# Judo

Judo skrivet med kanji.

Judo (kanji: 柔道 jūdō, "Den mjuka vägen") är en modern japansk kampsport skapad av Jigoro Kano ur olika jujutsustilar, sumobrottning samt västerländsk brottning vid 1800-talets slut. Målet i judo är att besegra sin motståndare genom att kasta och/eller utföra en fasthållning, ett halslås eller ett armlås. I judo förekommer det inte sparkar och slag, till skillnad från andra budogrenar som karate och jujutsu, förutom i förutbestämda former i en kata. En utövare av judo kallas judoka.
Sporten fick sin stora spridning efter andra världskrigets slut till andra länder och är idag en olympisk sport som organiseras av Internationella Judoförbundet, vilket samlar nationella 195 judoförbund. I Sverige har judo utövats sedan 1956 och organiseras av Svenska Judoförbundet.

## Historik

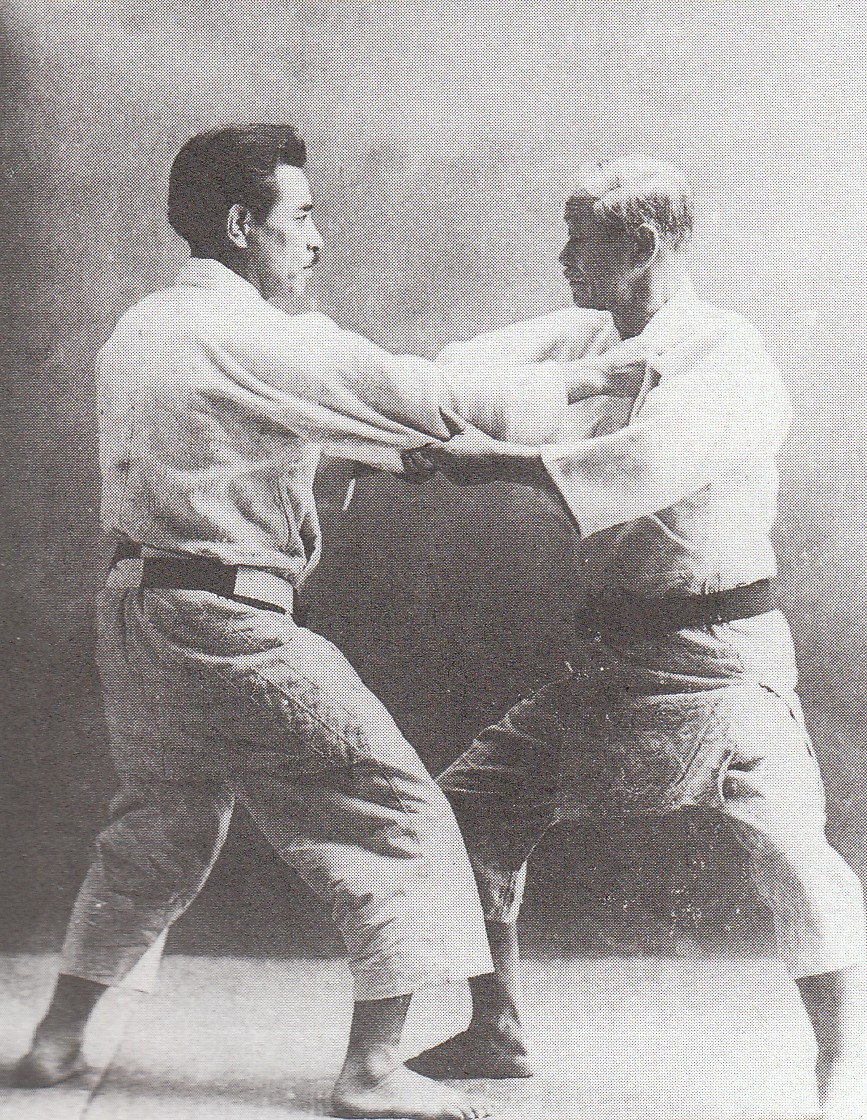
Kyuzo Mifune och Jigoro Kano

Jigoro Kano föddes 1860 och hade en akademisk uppväxt och från sju års ålder studerade bland annat klassisk kinesiska, engelska, kalligrafi och litteratur under flera lärare. 1873 började Kano på skolan Ikuei-Gijuku i Shiba, Tokyo. Kano var fysiskt svagare än många av sina klasskamrater så han mobbades ofta. Detta ledde till att han sökte upp en dojo för att lära sig jujutsu. I februari 1882 hade Kano nått hög nivå inom flera olika jujutsu-stilar och grundade sin egen skola vid namn Kodokan Judo i ett buddhistiskt tempel vid namn Eisho-ji. Jujutsu hade vid denna tid en svag ställning och många skolor dog ut i samband med att feodalsamhället med samurajklassen nyligen avskaffats. Hans syfte var att bevara de av de olika jujutsu-skolornas tekniker han fann bäst uppbyggda ur fysiologisk och mekanisk synpunkt samt samla dem inom ett gemensamt system som byggstenar för en sport lämplig som fysisk och mental fostran. 1899 blev Kano tillfrågad av Dai Nippon Butoku Kai att vara ordförande i en kommitté som skulle fastställa tävlingsregler för de olika jujutsustilarna samt för judo. 
Från början var det män som tränade judo, men 1926 startades det träningsgrupper även för kvinnor på Kodokan. Utvecklingen mot den moderna tävlingsidrott som judo är idag var inte helt given eftersom dr. Kano inte ansåg att själva tävlandet var överensstämmande med de mål och ideal han hade med judon. Dock ökade judon i popularitet mycket tack vare de tvekamper som elever vid Kodokan ställde upp i och vann. 
Judon spreds sedan relativt snabbt till andra länder. Redan 1918 etablerades klubben Budokwai i London av Gunji Koizumi, ibland ansedd som den europeiska judons fader. Det var här på Budokwai som man började använda de färgade bältena för kyugrader 1924. Till Sverige kom judon först på femtiotalet. Den första svenska klubb som bildades var Hie-Gou, vilken bildades 1956 i Göteborg. Senare samma år grundades också Stockholms Judo och Jiu-Jitsu Institut i Stockholm.
Judo är sedan olympiska sommarspelen 1964 i Tokyo  en olympisk sport. Torsten Ehrenmark var svensk kommentator och myntade då uttrycket "pyjamasbrottning". Det gav publiken en grovt förenklad men lättförståelig bild av vad judo är: brottning med kläder att greppa i, till skillnad från den västerländska brottningen som minimerat kläderna och förbjudit grepp i dem. Genom att ta i dräkten och dra eller trycka kan man både kasta och till exempel strypa sin motståndare (ett så kallat halslås), på sätt som vore omöjligt i västerländsk brottning. De flesta brottningskast är dock tillåtna även inom judon, och det finns inga krav på att de tekniker som används i en tävling ska finnas i Kodokans standard så länge de inte bryter mot tävlingens regler.
Judon tränas idag i de flesta länder huvudsakligen som en tävlingssport men används även för motion eller andra former av träning. Det är Kanos judo, Kodokan judo som är en olympisk idrott. I Japan finns även en mindre gren av judo som tävlar under annorlunda regler som mera befrämjar markkamp, Kosen judo.
Judo har ingen särskild åldersgräns men många svenska klubbar följer Svenska Judoförbundets rekommendation att man ska ha fyllt sex år innan man kan ta sin första ordinarie gradering. Judo finns inom vissa klubbar även för förskoleålder och brukar då vara mer lekbetonad. Det finns cirka 20 000 utövare i Sverige.

### Filosofi
I en intervju i The Oriental Review 1913 sade Jigoro Kano att: ”Om jag skulle uttrycka principerna i judo i en enda mening så skulle jag säga, att det är att är en sport som använder både sinnet och kroppen på bästa möjliga sätt”.
Även om tävling är en stor del av judon idag, var det inte Kanos avsikt att skapa en tävlingsidrott. När Kano grundade judon var hans mål istället att skapa en sport som utvecklade både kroppen och psyket i lika proportioner. Det görs bland annat genom kata och märks också i de ritualer som omgärdar träningen. 
Tekniker som valdes ut för Kodokan Judo skulle genom fokus kring hävstångseffekt eller tyngdpunktsplacering på effektivt sätt nyttja den kraft man lade in i utförandet till att omrikta motståndarens kraft och rörelsemoment och bryta hans balans. Även efter Jigoro Kanos död har hans elever och efterföljare inom Kodokan Judo fortsatt att utveckla judon genom varianter i utförande eller helt nya tekniker. Vissa farliga moment är numera förbjudna i tävling men kan fortfarande tränas med en samarbetande partner som ren teknikuppvisning eller som kata.

## Gradering
| Grad (japanskt namn)                                                    | Bältesfärg |
| 10 dan (Judan) 9 dan (Kudan)                                            |            |
| 8 dan (Hachidan) 7 dan (Nanadan) 6 dan (Rokudan)                        |            |
| 5 dan (Godan) 4 dan (Yodan) 3 dan (Sandan) 2 dan (Nidan) 1 dan (Shodan) |            |
| 1 kyu (Ikkyu)                                                           |            |
| 2 kyu (Nikyu)                                                           |            |
| 3 kyu (Sankyu)                                                          |            |
| 4 kyu (Yonkyu)                                                          |            |
| 5 kyu (Gokyu)                                                           |            |
| 6 kyu (Rokyu)                                                           |            |

För att en utövare av judo ska få försöka erhålla ett högre bälte måste utövaren uppfylla ett antal krav, till exempel antal träningstillfällen och kunskap kring ett antal tekniker, när utövaren gör detta så kan denne delta i en gradering. En gradering går till så att eleven visar ett förbestämt antal tekniker för de personer som observerar (oftast den högst graderade person inom klubben och/eller elevens tränare) och poängsätter de uppvisade teknikerna, är de uppvisade teknikerna korrekta har eleven lyckats med sin gradering och därmed erövrat sitt nya bälte. Svenska Judoförbundet tillhandahåller ett kompendium med tekniker som skall finnas med till 1 kyu men klubbarna har rätt att, så länge alla tekniker är med i graderingarna före 1 kyu, att själva göra egna graderingsbestämmelser.
Röda och vita bälten används väldigt ofta på tävlingar för att kunna urskilja två judokas, detta betyder inte att personen har erhållit graden i fråga.
Svenska klubbar använder normalt bälten i färgerna vitt för nybörjare och sedan gult, orange, grönt, blått och brunt för att markera hur långt en elev nått i teknikinlärningen, så kallade kyu-grader. Vissa klubbar markerar även halvvägs mellan färgerna genom att man får sätta ett band med nästa grads färg runt ena (ibland vardera) änden på sitt bälte. Internationellt finns flera varianter för hur kyu-grader markeras men där färger används har de i allmänhet samma ordning som i Sverige.
Svart bälte eller dan-grader delas inte ut på klubbnivå utan i Sverige av en riksgraderingskommitté inom Svenska Judoförbundet. Av svart finns det tio nivåer, 1-10 dan. De högsta graderna kräver även internationellt godkännande. Den högsta graden, 10 dan, delas ut av Kodokans president, för närvarande (2007) Jigoro Kanos sonson Yukimitsu Kano. Kodokan har allt som allt bara delat ut 10 dan till 15 personer. Internationella Judoförbundet (IJF) har delat ut 10 dan till två personer. Alla dan-grader markeras likadant över hela världen.
Personer med första till femte dan bär svart bälte. De med sjätte till åttonde dan bär svart bälte men kan också välja att använda ett bälte med omväxlande röda och vita fält. På samma sätt kan personer med nionde och tionde dan välja att bära ett helrött bälte. De med tionde dan kan även bära ett så kallat dubbel vitt bälte, vilket är ett bälte som är dubbelt så brett som ett vanligt bälte och tillverkat av siden. Detta ska symbolisera att cirkeln är sluten. Både de röd-vita och de helröda bältena används oftast som ceremonibälten eller då bäraren är aktiv som instruktör. I vardagsträning bär även högdaniga utövare ofta vanliga svarta bälten.

## Träning
Judo tränar man vanligen på tatamimattor, förr gjorda av rishalm men numera oftast av andra material, t.ex. pressad skumplast. Teknikerna man tränar på kan delas upp i kast, fasthållningar, armlås och halslås. Dessa tekniker kan man träna på flera olika sätt, dels genom teknikträning och dels genom vad som kallas randori och kata. Randori betyder fri träning och kan liknas vid sparring där två judoutövare försöker utföra en eller flera tekniker på varandra med motstånd från partnern. Randori är ofta en stor och viktig del av judoträningen. Kata är å andra sidan förutbestämda rörelser och syftar till att visa de grundläggande principerna i judo.

### Judodräkt
Judodräkten kallas för judogi (ibland förkortat gi) och består av en jacka, ett bälte och byxor. Judogin är traditionellt vit, men i europeiska tävlingssammanhang används också sedan 90-talet blå dräkter för att särskilja de tävlande åt. Jämfört med exempelvis den dräkt som bärs av karateutövare så är judogin också ganska kraftig för att klara av alla ryck som den kommer utsättas för.

## Tävling

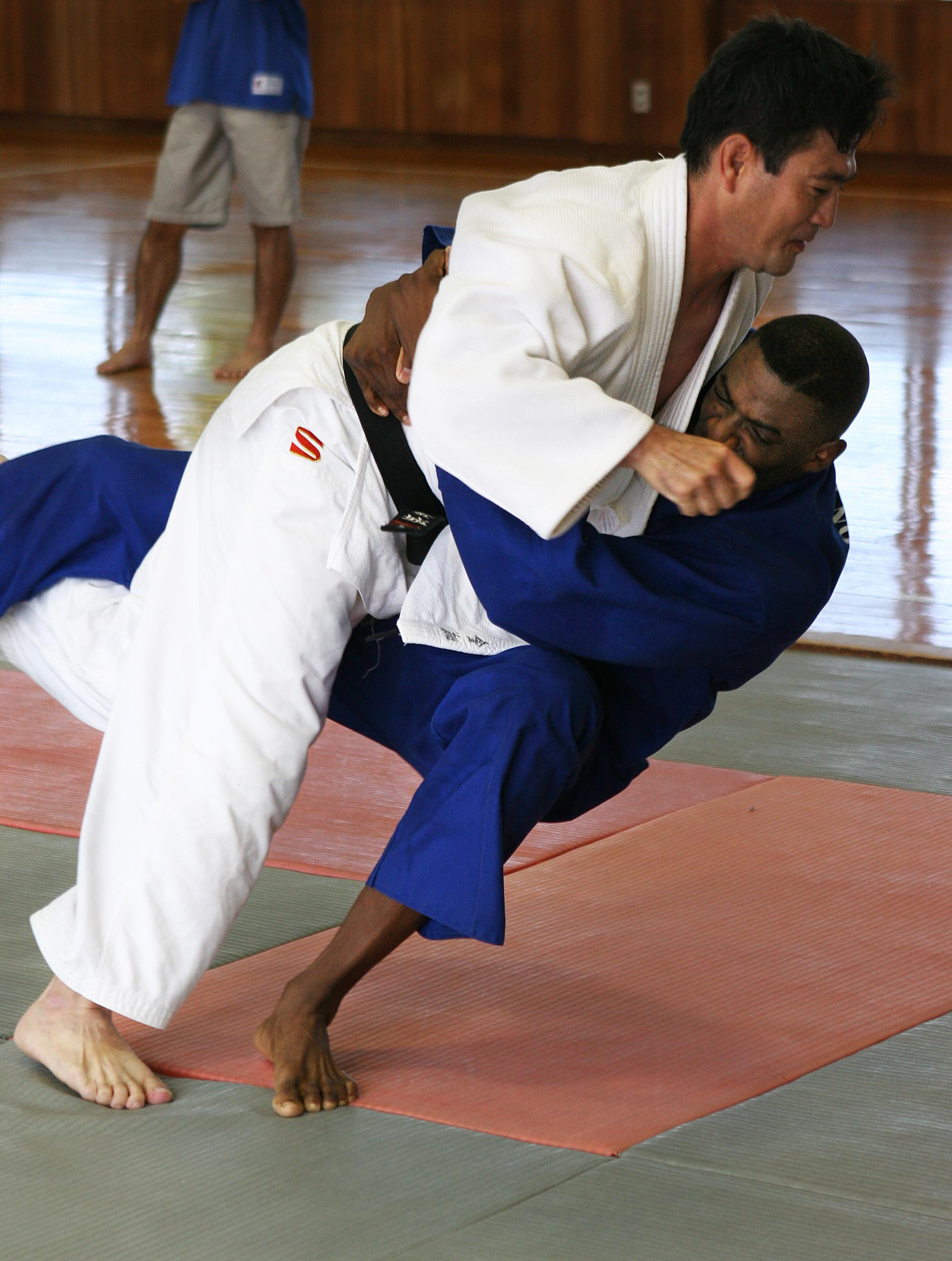
Vid stora västerländska tävlingar bär den ene tävlande vit judodräkt och den andre blå, för att det ska vara lättare att skilja dem åt.

Tidiga exempel på judotävlingar är dels Tsukinami jiai (月次試合), vilken hölls varje månad, och Kohaku jiai (紅白試合) som hölls två gånger om året på Kodokan. Judo blev en olympisk sport för män vid de Olympiska spelen i Tokyo 1964, där holländaren Anton Geesink vann det första OS-guldet i den öppna uppdelningen av judo genom att besegra Akio Kaminaga från Japan. Judo förlorade sedan bilden av att vara "endast japansk" och gick vidare till att bli en av de mest praktiserade sporterna i världen. Judo för personer med nedsatt syn har varit en av idrotterna i de paralympiska spelen sedan 1988. Vid de Olympiska spelen i Seoul 1988 introducerades judo för kvinnor som en demonstrationssport och har sedan OS i Barcelona varit en del av det ordinarie olympiska programmet. Män och kvinnor tävlar var för sig, även om de oftast tränar tillsammans. I tävlingar delas deltagarna också upp efter hur mycket de väger, men bältesgraden spelar däremot ingen roll. Vid tävlingar finns det en mattdomare per match och dessutom kantdomare vid sidan av tävlingsmattan som också har tillgång till videogranskning av svårbedömda situationer.

### Regler
De traditionella reglerna för judo syftar till att undvika skador för deltagarna och säkerställa ett korrekt uppförande. Senare tillägg till reglerna motiverades av en önskan att göra sporten mer intressant för åskådare. Straff kan ges om någon är inaktiv under matchen, använder otillåtna tekniker eller uppträder på ett farligt sätt. Matchen stoppas om en deltagare går utanför det avsedda området på mattan. Om domarna behöver diskutera något under matchen, kommer domaren att ropa Sono-mama (används i betydelsen "inte röra", bokstavligen "som det är") och de båda tävlande måste stanna i det läge de befinner sig i. När domarna diskuterat klart, säger huvuddomaren Yoshi och matchen fortsätter.
Om poängen är identiska när matchtiden är slut, avgörs matchen av Golden Score. Golden Score innebär den första tävlande att få något poäng vinner och Golden Score fortsätter fram tills någon av de tävlande fått poäng eller diskvalificerats.
Så kallade "skickliga nedtagningar" är tillåtna (till exempel flying armbar) men ger inte poäng. Alla beslut kommer från mattdomaren, men kantdomarna kan meddela huvuddomaren om de anser att ett domslut är felaktigt eller missats helt.

#### Poäng
| Benämning | Poäng |
| Ippon     | 10    |
| Wazaari   | 7     |

Målet i en judomatch är att vinna matchen med det högsta poängen Ippon, vilket man får genom att göra ett perfekt kast eller hålla en fasthållning i 20 sekunder. Man kan också göra ett halslås eller ett armlås på motståndaren och därigenom tvinga denne att ge upp. Den lägre poängen Waza-Ari är ett ”halvt poäng”, och får man två Waza-Ari omvandlas det till Ippon vilket alltså ger matchvinst. En Waza-Ari ges för ett kast som inte riktigt har tillräckligt med kraft eller kontroll för att ge en Ippon, eller för en fasthållning i tio sekunder. Tidigare fanns det även ytterligare två poäng, nämligen Yuko och Koka. Dessa togs dock bort 2017 respektive 2009.   

#### Påföljder
Mindre regelförseelser bestraffas med en varning, som i judo kallas shido. Den tredje varningen leder till att man diskvalificeras, vilket kallas Hansoku-make. Motståndaren vinner då matchen med en ippon, men den diskvalificerade tävlande får fortsätta tävlingen. Man kan också få en Hansoku-make direkt för allvarliga regelbrott. I sådana fall diskvalificeras spelaren som fick Hansoku-make från turneringen. Vid mycket allvarliga regelbrott kan en judoka också bli ifråntagen rätten att bära sin bältesgrad.